# Hydrothrix gardneri
Hydrothrix gardneri är en vattenhyacintväxtart som beskrevs av Joseph Dalton Hooker. Hydrothrix gardneri ingår i släktet Hydrothrix och familjen vattenhyacintväxter. Inga underarter finns listade.